# Mount Field nationalpark
Mount Field nationalpark är en nationalpark i delstaten Tasmanien i Australien, belägen 64 kilometer nordväst om Tasmaniens huvudort Hobart. Parken inrättades 1916 och har en yta på 162,65 kvadratkilometer. Landskapet är varierat, från tempererade regnskogar med  eukalyptus till bergshedar. Högsta höjden i parken är 1,434 meter vid västra Mount Field.

## Historia
Mount Field nationalpark grundades 1916, och är därmed tillsammans med Freycinet nationalpark, Tasmaniens äldsta nationalpark. Området omkring vattenfallen Russell Falls som ligger vid nationalparkens östra gräns har varit skyddat för sina vackra naturscenerier sedan 1885, då det blev utsett till Tasmaniens första naturreservat. Det skyddade området kallades för nationalpark redan före 1946, men officiellt ändrades naturreservatets namn till det nuvarande Mount Field nationalpark 1947. 
Den sista kända vilda pungvargen fångades i området år 1933.

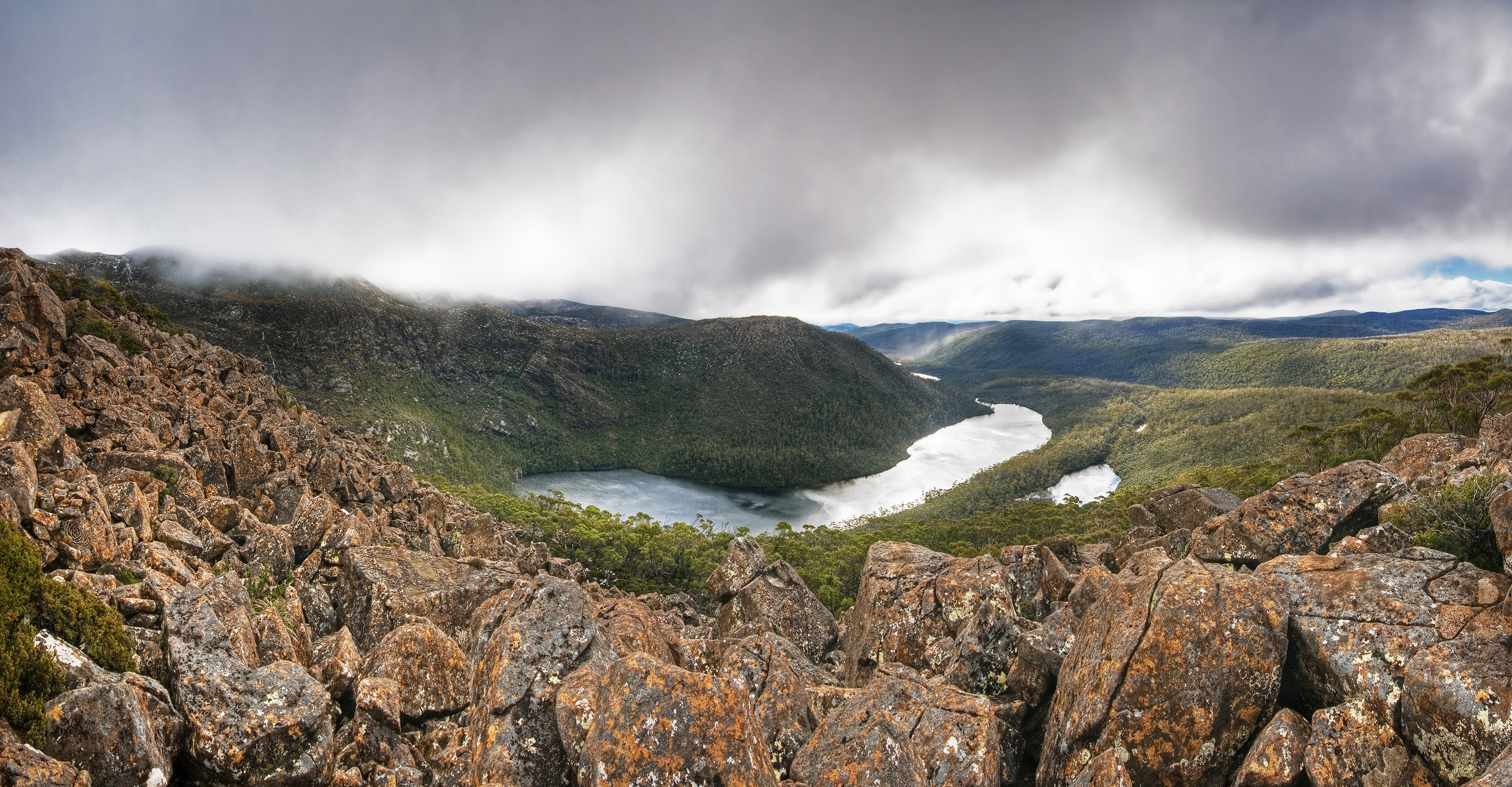
Sjön Lake Seal i Mount Field nationalpark.

## Däggdjur
I Mount Fiels nationalpark finns för Tasmanien inhemska däggdjur som vombater, näbbdjur, punggrävlingar, myrpiggsvin och tasmansk djävul.

## Växter
Till de sällsynta växtarter som kan ses i Mount Field nationalpark hör jätteeukalyptus.